# Gilonne d'Harcourt
Gilonne d'Harcourt, född 1619, död 1699, var en fransk salongsvärd och hovfunktionär.
Hon var dame d'atour hos Anna av Österrike. Hon nämns i samtida memoarer under fronden, och höll en salong i Paris. Hon stod förebild för karaktären Cléocrite i romanen Artamène ou le Grand Cyrus av Madeleine de Scudéry och Georges de Scudéry.